# Mediastorm
Mediastorm is een Nederlands televisieprogramma van HUMAN op NPO 2 over beeldvorming en journalistiek. Het programma werd uitgezonden in 2022 en 2023.
In het programma worden de gebeurtenissen van de week ervoor in de wereld van media, opiniemakers en beeldbepalers besproken. Mediastorm begon in april 2022 en werd toen gepresenteerd door Wouter van Noort en Madeleijn van den Nieuwenhuizen. In het tweede seizoen werd het programma gepresenteerd door Roos Abelman en Tim de Wit. In het tweede seizoen waren afwisselend Emma Curvers en Arjen Fortuin vaste mediawatchers.  
Vanaf februari 2023 was het programma twaalf weken live te zien op zondagmiddag en wordt het programma gepresenteerd door Tim de Wit en Lara Billie Rense. Vanaf 3 september was het programma wederom tien weken live te zien op zondagmiddag. 
De laatste aflevering was op 5 november 2023. Daarna kreeg het programma een doorstart in de vorm van onlineplatform Rewind.